# Inexorable Defiance
Az Inexorable Defiance a Bornholm nevű magyar black metal zenekar harmadik nagylemeze, amit 2013. január 25-én jelentetett meg a NoiseArt Records.

## Lemezfelvétel
A lemez felvételei 2011 decemberében kezdődtek a Pannónia Stúdióban Scheer "Max" Viktor hangmérnökkel aki egyben a keverést és a mastert végezte.

## Kiadás
Az "Inexorable Defiance" 2013 január 25-én jött ki az osztrák NoiseArt Records által digibook CD és digitális formátumban, a lemezanyagon felül két bónuszdallal. A lemezelőzetes kislemezdal a "Walk On Pagan Ways" digitális formában vált elérhetővé a lemezmegjelenés előtti hetekben. A bónuszok közül a "Feast Of Fire" korábban a 2011-ben kiadott Nydvind/Bornholm Split EP-n volt hallható, a "Valhalla" című Bathory feldolgozás pedig a "Turulheart: A Hungarian Tribute To Bathory" válogatáslemezen jelent meg 2009-ben. 
Még 2013-ban az orosz Mazzar Records is kihozta jewel case CD formátumban. 
A lemez később alternatív borítóval vinylen is megjelent, a két bónuszdal ezen a verzión nem szerepel. 
A borítót Salvator Rosa - "Jason Charming the Dragon" című festménye alapján Sallai Péter (Sahsnot) készítette. 

## Az album dalai
| #   | Cím                                   | Szerző(k)           | Hossz |
| --- | ------------------------------------- | ------------------- | ----- |
| 1.  | Fear Of Wonders                       | Sahsnot, Vozargh, D | 01:35 |
| 2.  | Swordbearer                           | Sahsnot, D          | 04:50 |
| 3.  | Flaming Pride And Inexorable Defiance | Sahsnot, D          | 02:00 |
| 4.  | Walk On Pagan Ways                    | Sahsnot, D          | 04:53 |
| 5.  | Archaic Pale Visions                  | Sahsnot, D          | 01:58 |
| 6.  | Throne Of Crows                       | Sahsnot, D          | 04:52 |
| 7.  | Moonlight Wanderer                    | Sahsnot, D          | 04:04 |
| 8.  | Equinox                               | Sahsnot, D          | 04:36 |
| 9.  | The Spiral Path                       | Sahsnot, D          | 05:10 |
| 10. | Fiery Golden Dawn                     | Sahsnot, D          | 07:16 |
| 11. | Towards The Golden Halls              | Sahsnot, D          | 03:02 |
| 12. | Feast Of Fire (Bónusz dal)            | Sahsnot, D          | 05:16 |
| 13. | Valhalla (Bathory cover) (Bónusz dal) | Quorthon            | 08:26 |

## Közreműködők
- Renfield – ének
- Sahsnot – gitárok, billentyűs hangszerek, dallamos ének
- Hjules – basszusgitár
- D – dobok

#### Egyéb közreműködők
- Thorgor – ének (a "Valhalla" című dalban)
- Saterion – basszusgitár (a "Valhalla" című dalban)
- Scheer "Max" Viktor – felvételek, keverés, master